# Astronautgrupp 20
Nasa astronautgrupp 20 är den tjugonde gruppen som valts ut av NASA för att utbildas till rymdfarare, både som piloter och uppdragsspecialister. Gruppen offentliggjordes 29 juni 2009.

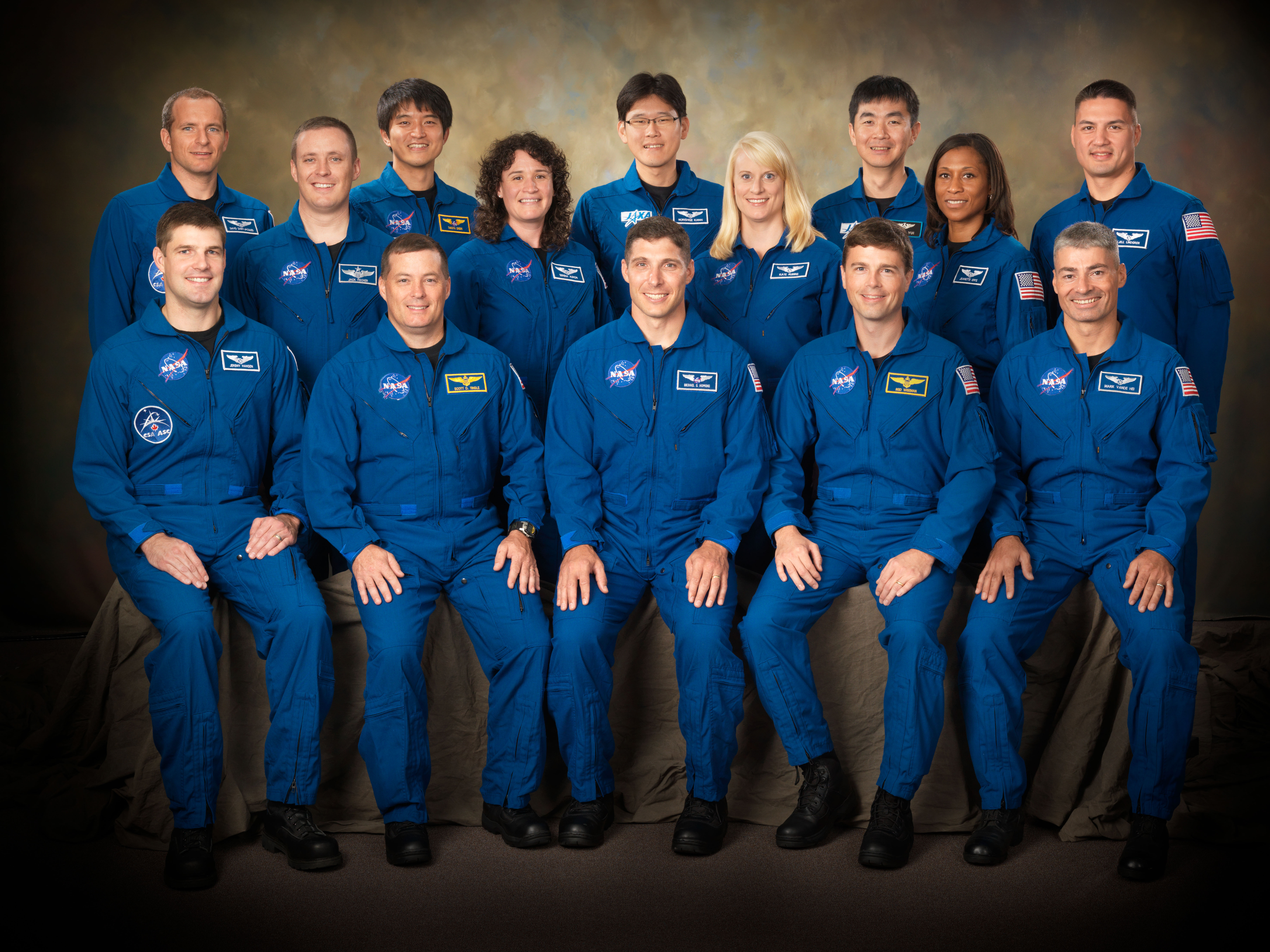
Främre raden, från vänster: Jeremy Hansen, Scott D. Tingle, Michael S. Hopkins, Gregory R. (Reid) Wiseman och Mark T. Vande Hei.
Mittenraden, från vänster: Jack D. Fischer, Serena Auñón, Kathleen (Kate) Rubins och Jeanette J. Epps.
Bakre raden, från vänster: David Saint-Jacques, Takuya Onishi, Norishige Kanai, Kimiya Yui och Kjell N. Lindgren.

## Rymdfararkandidater
- Jack D. Fischer, pilot
- Scott D. Tingle, pilot
- Gregory R. Wiseman, pilot
- Serena Auñón-Chancellor, uppdragsspecialist
- Jeanette J. Epps, uppdragsspecialist
- Michael S. Hopkins, uppdragsspecialist
- Kjell N. Lindgren, uppdragsspecialist
- Kathleen Rubins, uppdragsspecialist
- Mark T. Vande Hei, uppdragsspecialist

## Internationella uppdragsspecialister
NASA har även tagit sig an utbildningen av flera internationella uppdragsspecialister utsedda av dels det mellanstatliga ESA som nationella rymdstyrelser.
- Samantha Cristoforetti, Italien, ESA
- Alexander Gerst, Tyskland, ESA
- Jeremy Hansen, Kanada
- Andreas Mogensen, Danmark, ESA
- Takuya Onishi, Japan
- Luca Parmitano, Italien, ESA
- Timothy Peake, United Kingdom, ESA
- Thomas Pesquet, Frankrike, ESA
- David Saint-Jacques, Kanada
- Kimiya Yui, Japan